# Cucullia dentilinea
Cucullia dentilinea là một loài bướm đêm trong họ Noctuidae.